# Călin-Florin Groza
Călin-Florin Groza (n. 29 iulie 1983, Baia Mare, România) este un deputat român, ales în 2024 din partea POT. 

## Activitate politică
În urma alegerilor parlamentare din 2024 , Călin Groza a fost ales membru al membru al Camerei Deputaților din partea Partidului Oamenilor Tineri, în circumscripția nr. 26 Maramureș, preluând mandatul pe 21 decembrie. 
Pe 21 mai 2025, a părăsit alături de alți cinci parlamentari Partidul Oamenilor Tineri, devenind parlamentar independent, membru al grupului neafiliaților.
În luna iunie a anunțat demararea procesului legislativ "Legea Andreea" dedicat prevenirii și combaterii violenței împotriva femeilor și a femicidului.
Călin Groza activează în mai multe grupuri de prietenie cu alte state, fiind Președinte al Grupurilor parlamentare de prietenie cu Regatul Cambodgiei, Republica Sudan, Republica Populară Bangladesh și Republica Arabă Siriană. De asemenea este vicepreședinte al grupului parlamentar de prietenie cu Republica Tadjikistan și membru al grupurilor parlamentare de prietenie cu Republica Libaneză, Republica Portugheză, Turkmenistan, Republica Armenia și Republica Peru.
În prima sesiune parlamentară a avut 22 de propuneri legislative inițiate și 64 de întrebări și interpelări adresate în plen.